# Ven a buscarlo
«Ven a buscarlo» es una canción de la cantante chilena Francisca Valenzuela. Se lanzó el 24 de abril de 2020, como el quinto sencillo de su cuarto álbum de estudio La fortaleza (2020).

## Antecedentes y lanzamiento
La canción se anunció como sencillo por primera vez el 21 de abril de 2020, a través de las redes sociales de Valenzuela. A los días siguientes, publicó diversos vídeos avisando que el tema se estrenaría el 24 de abril. Fue escrita por Francisca Valenzuela y  Max Hershenow, bajo la producción de Max Hershenow, Fernando Herrera y Vicente Sanfuente.

## Vídeo musical
El vídeo musical de «Ven a buscarlo» se estrenó en la media noche del 23 de abril de 2020. Fue dirigido por la propia cantante junto a Sebastián Soto, con quien trabajó en el sencillo anterior «Flotando», del mismo álbum. El clip grabado en la localidad de Pirque, Chile, cuenta con un ambiente retro-futurista, inspirado en el movimiento hippie de los años 60s. Sobre el vídeo la cantante comentó que aborda «Un viaje de amor, libertad, amistad y buenas vibras».

## Créditos
Créditos adaptados de Tidal.
- Francisca Valenzuela - cantante, compositora, piano
- Max Hershenow  - compositor, productor
- Vicente Sanfuentes - compositor, productor
- Fernando Herrera Bastidas - productor, guitarra
- Matty Green - mezcla
- Chalo González - masterización